# لحن (موسيقى)
اللحن هو تعاقب خطي من النغمات الموسيقية التي يتم إدراكها ككيان واحد. بمعناها الحرفي اللحن هو تسلسل اهتزازت ومدد زمنية، في حين أنه على سبيل المجاز يمتد المصطلح أحيانا ليشمل تعاقب العناصر الموسيقية الأخرى مثل نبرة الصوت.
تتكون الألحان غالبا من جملة موسيقية واحدة أو أكثر، وعادة ما تتكرر طوال زمن الأغنية أو القطعة الموسيقية في عدة أشكال مختلفة. كما قد يمكن وصف الألحان على أساس حركة اللحن أو الاهتزازات أو الفترات الفاصلة بين الاهتزازات (مع إمكانية ان يكون موصول أو مفكك أو بمزيد من القيود)، مدى الاهتزاز، التوتر، والإفراج، والاستمرارية والتماسك، الايقاع، والشكل. "العديد من التفسيرات الموجودة لكلمة [لحن] تقيدنا لنماذج أسلوبية محددة، وتكون حصرية جداً.

## العناصر
تم كتابة الأنغام الموجودة في معظم البلدان الأوروبية قبل القرن العشرين، وقد احتوت الموسيقى الشعبية خلال القرن العشرين، على «أنماط متكررة وثابتة ويمكن تمييزها بسهولة» وتكرار «الأحداث، على جميع المستويات الهيكلية» و«تكرار المُدد وأنماطها».
قامت الأنغام في القرن العشرين «باستخدام مجموعة متنوعة من موارد الاهتزازات أكثر مما كان عليه العرف في أي فترة تاريخية أخرى من الموسيقى الغربية.» في حين أن السلم الموسيقي لا يزال قيد الاستخدام، إلا أن نطاق الاثنى عشر نفمة أصبح "يستخدم على نطاق واسع. قام الملحنين أيضا بتخصيص دور هيكلي "للأبعاد النوعية«التي كانت قبل ذلك» حصرية تقريبا للاهتزاز والإيقاع«. يقول دي لون أن» العناصر الأساسية في أي لحن هي المدة، والاهتزاز، ونوعية (الجرس)، والخامة، وقوة الصوت. على الرغم من أن اللحن نفسه يمكن التعرف عليه عندما يتم عزفه بمجموعة متنوعة من الأجراس والحركات، إلا أن هذا الأخير لا يزال يشكل عنصر «طلب خطي» 

## أمثلة

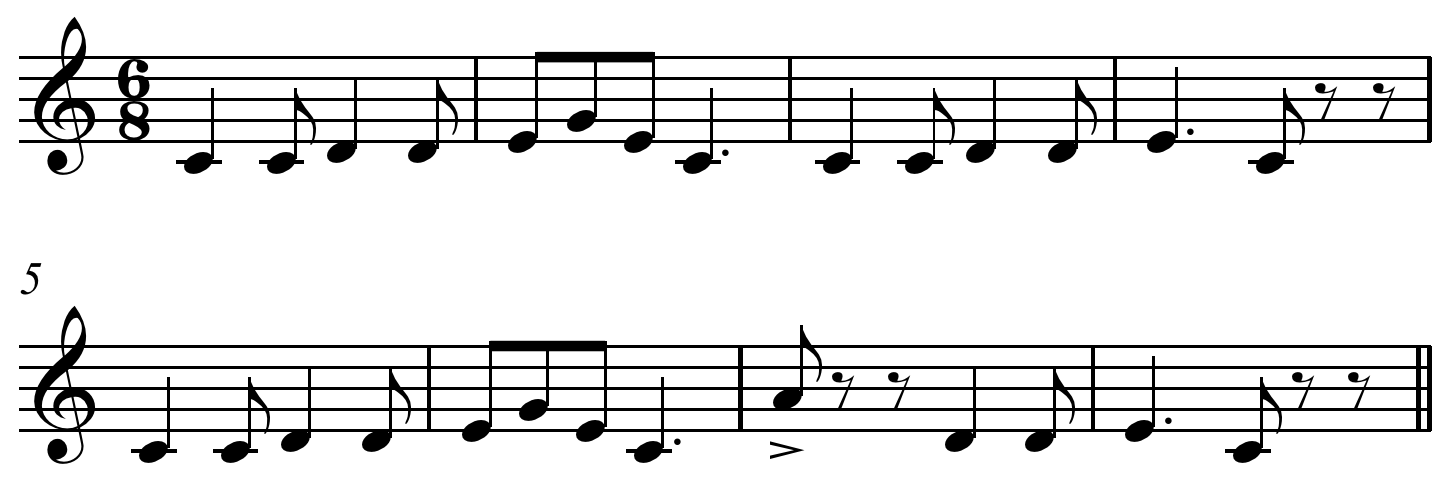
لحن "بوب جوز ذا ويسيل"

تستخدم أساليب الموسيقي اللحن بطرق مختلفة. على سبيل المثال:
- موسيقيي الجاز يستخدمون خط لحن، يسمى «ليد» أو «هيد»، كنقطة انطلاق للارتجال.
- موسيقى الروك، موسيقى اللحن، وغيرها من أشكال موسيقى البوب وموسيقى الفولك تميل إلى اختيار واحد أو اثنين من ألحان (بيت شعر  [لغات أخرى]‏ وجوقة) ويستمروا بهم؛ قد يحدث كثيرا من التنوع في الصياغة والكلمات.
- الموسيقى الكلاسيكية الهندية تعتمد اعتمادا كبيرا على النغم والإيقاع، وليس على الوئام والنماذج المذكورة أعلاه.
- الموسيقى البالية غالبا ما تستخدم اختلافات معقدة وتعديلات على لحن واحد يعزف في وقت واحد، ويدعى heterophony.
- في الموسيقى الكلاسيكية الغربية، يقدم الملحن غالبا لحن أولي، أو موضوع، ومن ثم يخلق اختلافات. تحتوي الموسيقى الكلاسيكية في كثير من الأحيان على عدة طبقات لحنية، تدعى تعدد الأصوات، مثل تلك التي في فوجا، وهي نوع من الطباق. تبنى الأنغام في كثير من الأحيان من زخارف أو قطع لحنية قصيرة، مثل افتتاح السيمفونية الخامسة لبيتهوفن. أشاع ريتشارد فاغنر مفهوم الهيمنة : لحن مرتبط بفكرة معينة، شخص، أو مكان.
- بينما في كل من الموسيقى الأكثر شعبية والموسيقى الكلاسيكية فللاهتزاز والمدة أهمية رئيسية في الألحان، والموسيقى المعاصرة في القرنين ال 20 وال 21 تراجعت أهمية وجودة كلا من الاهتزاز والمدة. وتشمل الأمثلة موسيقى كونكريت، klangfarbenmelodie، اليوت كارتر ثماني دراسات والخيال الذي يحتوي على حركة في علامة موسيقية واحدة فقط. الحركة الثالثة من روث كروفورد - سيغر سترنج كوارتيت 1931 (تم إعادة عزفها لاحقا كأدانتي للاوركسترا سترنج) الذي تم إنشاء اللحن بها من مجموعة ثابتة من الاهتزازت من خلال «حركات غير متناغمة» فقط، وفي مغامرات جيورجي ليجيتي المتكررة التي خلقت الشكل الخطي.

## للمزيد من المطالعة
- أبيل، ويلي. قاموس هارفارد للموسيقى
- إدواردز، آرثر سي فن النغم، p.xix. ويشمل «نشرة مصورة بها عينة تعريفات». (المرجع نفسه)
- هولست، ايموجين. لحن، فابر وفابر، لندن، 1962.
- سميتس فان ويزبرج كتاب عن اللحن: دورة في التحليل الوظيفي اللحني، المعهد الأمريكي لعلم الموسيقى، عام 1955. ويتضمن «محاولة لصياغة نظرية النغم». (المرجع نفسه)
- سزابولسكي، بنس تاريخ لحن، وباري وروكليف، لندن، 1965

## وصلات خارجية
- DoDoSoSo : محرك بحث آخر للألحان
- يحمل اللحن الأسبوع قائمة من الألحان
- الوصول إلى مشروع مكتبة الموسيقى الدولية 12 مجموعة من 1000 لحن رتبت لأداة منفردة، مع نوت تاريخية محددة النغم